# Area 7 (romanzo)
Area 7 è un romanzo d'avventura dello scrittore australiano Matthew Reilly.

## Trama
Il romanzo parla di un capitano dei marine, Shane M. Schofield, che deve scortare il presidente degli Stati Uniti in visita all'Area 7, una base militare segreta. Ma Cesar Russell, un ex comandante corrotto, vuole uccidere il presidente perché sa che nel suo cuore è installato un microchip capace di controllare dei satelliti, e se questo microchip venisse fermato, attiverebbe le armi nucleari presenti negli aeroporti degli Stati Uniti.

## Edizioni
- Matthew Reilly, Area 7, traduzione di Georg Maag, Editrice Nord, 2005,  p. 264, ISBN 88-429-1306-5.